# Collezione di Ruben
La collezione Ruben è la più antica raccolta di registrazioni sonore conservata in Danimarca. Essa è composta da 154 cilindri fonografici, registrati a Copenaghen tra il 1889 e il 1895 da Gottfried Moses Ruben (1837-1897), console generale e commerciante all'ingrosso. La collezione rappresenta una preziosa testimonianza del teatro e della musica dell'epoca. Nel 2007 è stata digitalizzata l'intera collezione e, nel 2015, 127 cilindri sono stati restaurati dal punto di vista audio e resi disponibili online.

## La storia della collezione

### La storia della produzione della collezione 1889-1895

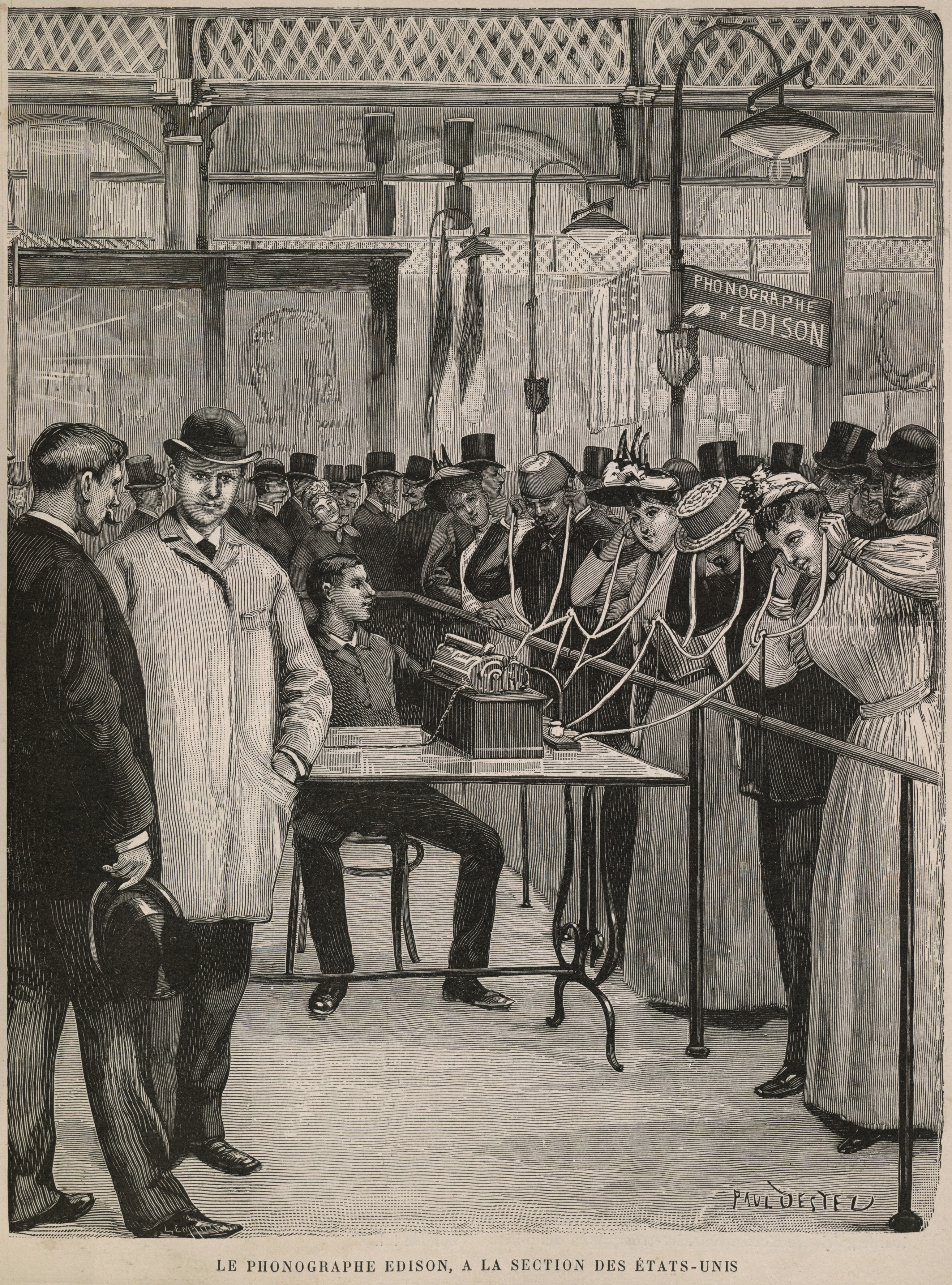
Il fonografo di Edison all’Esposizione universale di Parigi del 1889.

Il fonografo perfezionato di Edison fu presentato in Europa per la prima volta all’Esposizione universale di Parigi nel maggio del 1889. Pochi mesi dopo, il console generale danese Gottfried M. Ruben lo introdusse in Danimarca, in collaborazione con la ditta Cornelius Knudsen. Ruben aveva precedentemente lavorato come agente generale per la Edison Manufacturing Company (la prima società cinematografica di Thomas Alva Edison) in tutta la Scandinavia, in società con Theodor Valdemar Cornelius-Knudsen (1844-1920), costruttore di strumenti.
Durante le dimostrazioni del fonografo, un pubblico pagante poteva ascoltare registrazioni selezionate di famosi attori, cantanti e musicisti danesi dell'epoca. La prima dimostrazione in Danimarca si tenne il 28 settembre 1889 al Palazzo di Fredensborg, per la famiglia reale. Nei mesi successivi, seguirono dimostrazioni per la stampa, per i membri della Federazione dell’Industria e per altre associazioni. Infine, il 23 febbraio 1890, il fonografo, dopo significativi miglioramenti nella riduzione del rumore, fu mostrato per la prima volta al pubblico. Le dimostrazioni erano a pagamento e l'acquisto del costoso strumento era accessibile solo alle famiglie benestanti. Per diffondere la conoscenza di questa nuova invenzione, il fonografo veniva spesso esposto in fiere di paese e nei luna park. Ad esempio, fu presentato più volte nei Giardini di Tivoli a Copenaghen, anche in concomitanza con mostre di pittura.
L’interesse del pubblico danese per il fonografo si riaccese nel 1894, con l'arrivo di un nuovo modello, migliorato e più semplice da usare, che era stato presentato all’Fiera Colombiana di Chicago del 1893.
Le ottimizzazioni introdotte includevano una maggiore facilità d'uso e un meccanismo automatico che garantiva una rotazione costante del rullo. Questa versione semplificata contribuì alla diffusione del fonografo e delle registrazioni sonore. Inizialmente, si pensava di commercializzarlo per un utilizzo professionale, come dittafono per la trascrizione di testi su macchina da scrivere. Tuttavia, il fonografo fu impiegato prevalentemente come attrazione: venne esposto in una sala dedicata presso la Rådhuspladsen, nel centro di Copenaghen, e successivamente utilizzato come apparecchio automatico a gettoni nei Giardini di Tivoli e presso lo Zoo di Copenaghen.
Nonostante la novità del fonografo stesse gradualmente perdendo il suo fascino, Ruben seppe trovare nuovi modi per valorizzare le registrazioni fonografiche. Ad esempio, propose una raccolta di canzoni di Peter Schram in occasione della sua morte nel 1895. Una singola registrazione di questa raccolta è oggi conservata nella collezione Ruben.
Con l'avvento del ventesimo secolo, il fonografo divenne più economico e di più facile utilizzo, diventando così un intrattenimento domestico accessibile a una fascia più ampia della popolazione.

### Nelle mani di Hegermann-Lindencrones 1935-1990

#### I primi trasferimenti dai cilindri fonografici ai dischi fonografici
Dopo la scomparsa di Gottfried Ruben nel 1897, parte della collezione rimase di proprietà della famiglia. Nel 1936, suo figlio Victor Gottfried Nathan Ruben (1876-1942) donò tre scatole, contenenti 48 cilindri ciascuna, al giornalista e collezionista Knud Alexander Berling Hegermann-Lindencrone (1907-1994). Successivamente, altre tre scatole della collezione, provenienti da Gottfried Ruben, furono affidate al Collegio di tecnologia avanzata (l'attuale Università tecnica della Danimarca) e in seguito unite alla raccolta di Hegermann-Lindencrone. Tra la fine del 1935 e l'inizio del 1936, la casa discografica Nordisk Polyphon rifiutò di acquisire l'intera collezione, ma suggerì a Hegermann-Lindencrone di contattare Victor Ruben.
Nel 1935, in occasione del settantesimo compleanno del celebre tenore danese Vilhelm Herolds, Hegermann realizzò il trasferimento di sei cilindri su tre dischi. Herold aveva inciso canzoni sia su dischi che su cilindri fonografici, ma nel 1935 le prime registrazioni su cilindro non erano più reperibili. I cilindri trasferiti risalivano approssimativamente agli anni 1901-1903. Si ritiene che questa collaborazione fosse stata suggerita da Polyphon per attirare l’attenzione di Hegermann sulla collezione di Ruben, sia del padre che del figlio.
Nel 1936, Hegermann-Lindencrone prese l'iniziativa di pubblicare un numero limitato di registrazioni dalla collezione Ruben su dischi grammofonici. Dopo essere state dimenticate per quarant'anni, le registrazioni tornarono all'attenzione del pubblico grazie a un disco presentato nel programma radiofonico "L’ascoltatore della radio", una trasmissione settimanale in cui Hegermann recensiva dischi grammofonici.
Nel febbraio del 1936, Hegermann propose ai suoi ascoltatori un abbonamento per l'acquisto di due dischi: uno dedicato a cantanti e l'altro ad attori legati al Teatro Reale. Era prevista la pubblicazione di un libretto allegato ai dischi, contenente le trascrizioni dei testi e altre informazioni. Oggi, questi due dischi sono considerati estremamente rari.

#### Il trasferimento
Per il trasferimento fu utilizzata la tecnica originale, senza ausilio elettrico: un fonografo Edison Amberola del 1910, dotato di un braccio speciale collegato a un grande corno acustico, riproduceva i cilindri originali. Il suono così prodotto veniva quindi registrato con le tecniche di registrazione della Polyphon, utilizzando lo stesso tipo di microfono impiegato abitualmente dalle case discografiche.
La pressione sonora veniva incisa su cera, per essere poi trasferita sul disco fonografico. Non era possibile apportare modifiche alle registrazioni; pertanto, l'intero processo doveva essere completato in un'unica ripresa.
Successivamente al 1937, Hegermann registrò un certo numero di spettacoli del Teatro reale danese. Di queste registrazioni, circa 1.600 in totale, alcune sono ancora oggi conservate nell’archivio Hegermann-Lindencrone presso il Teatro Reale Danese, e diverse sono state pubblicate su vinile e CD.
Dal 1990, gran parte della collezione di dischi di Hegermann, inclusi i cilindri fonografici Ruben che vi erano custoditi, fa parte delle raccolte della Biblioteca di Stato.

### La collezione oggi
Nel 1990, la Biblioteca di Stato (ora parte della Biblioteca Reale) di Aarhus ebbe l'opportunità di acquistare la collezione di cilindri fonografici Hegermann-Lindencrones, consistente in circa 80 cilindri della collezione Ruben, contenenti registrazioni di canzoni e voci. Nel 2007, la Biblioteca di Stato acquistò da un collezionista privato svedese circa 70 cilindri, costituiti principalmente da registrazioni strumentali. Anche il Museo della varietà danese consegnò alla Biblioteca di Stato tre cilindri. Infine, solo due cilindri rimangono di proprietà privata.

#### La digitalizzazione ed il ripristino della Biblioteca di Stato

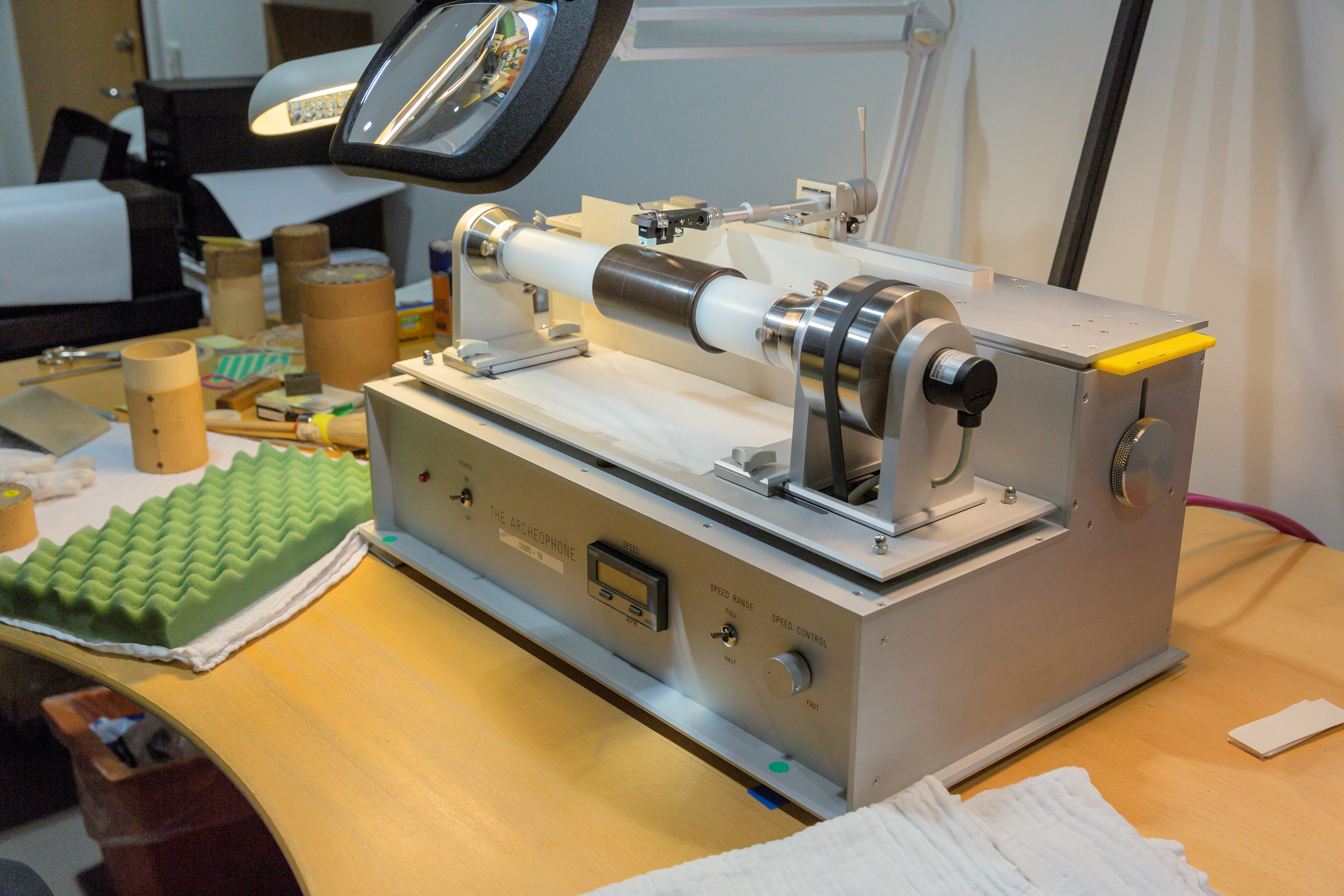
L’archeofono nella Biblioteca di Stato ad Aarhus.

Nel 2004, la Biblioteca di Stato acquistò un cosiddetto archeofono (vedi foto). L’archeofono è un lettore meccanico ed elettrico estremamente raro, fabbricato dal francese Henri Chamoux specificamente per digitalizzare cilindri fonografici. Grazie a questo lettore, si poté avviare la digitalizzazione della collezione danese di cilindri fonografici. Il lettore è progettato per minimizzare l’usura dei fragili cilindri. Rendere accessibili i cilindri al pubblico è difficile proprio a causa della loro fragilità. Nel corso del tempo, infatti, i cilindri sono stati esposti a calore, umidità e persino a un uso improprio da parte dei precedenti proprietari, diventando così estremamente delicati.
Nell'ottobre del 2007, arrivò ad Aarhus uno dei maggiori esperti europei nel trasferimento di registrazioni da cilindri fonografici, Franz Lechleitner, per digitalizzare la collezione: l'operazione richiese circa una settimana. I segnali audio provenienti dall’archeofono furono digitalizzati con una risoluzione a 24 bit e una frequenza di campionamento di 96 kHz.

##### Problemi nel trasferimento
Nel processo di digitalizzazione si sono presentati in particolare due problemi principali: una difficoltà di natura analogica legata alla velocità di rotazione dei cilindri, e una di natura digitale riguardante l'elaborazione fonetica dei file audio risultanti.
Per quanto riguarda la velocità, poiché nel 1890 non esistevano ancora standard per la rotazione dei cilindri, non è possibile conoscere con precisione le velocità utilizzate durante le registrazioni originali. Questo aspetto deve essere valutato individualmente per ciascun cilindro durante la digitalizzazione. Claus Byrinth e Steen Kaargaard Nielsen stimano che la velocità di rotazione fosse probabilmente compresa tra 100 e 150 giri al minuto, il che implica una potenziale variazione di intonazione di circa una quinta musicale.
La corretta velocità di rotazione è cruciale soprattutto per i primi 80 cilindri, il cui contenuto è prevalentemente costituito da canto e parlato. In questi casi, senza la possibilità di confrontare le registrazioni con altre incisioni contemporanee degli stessi artisti, è estremamente difficile determinare l'intonazione e il timbro originale delle voci.
Nella fase di post-elaborazione digitale, si riscontrano tre problematiche principali: i forti "cracks" (scoppi sonori dovuti a crepe o graffi sui cilindri), il "crackling" (un rumore simile a un crepitio o a una frittura) e infine l'"hissing" (un fruscio di fondo presente in sottofondo all'audio utile).

## Il contenuto della collezione

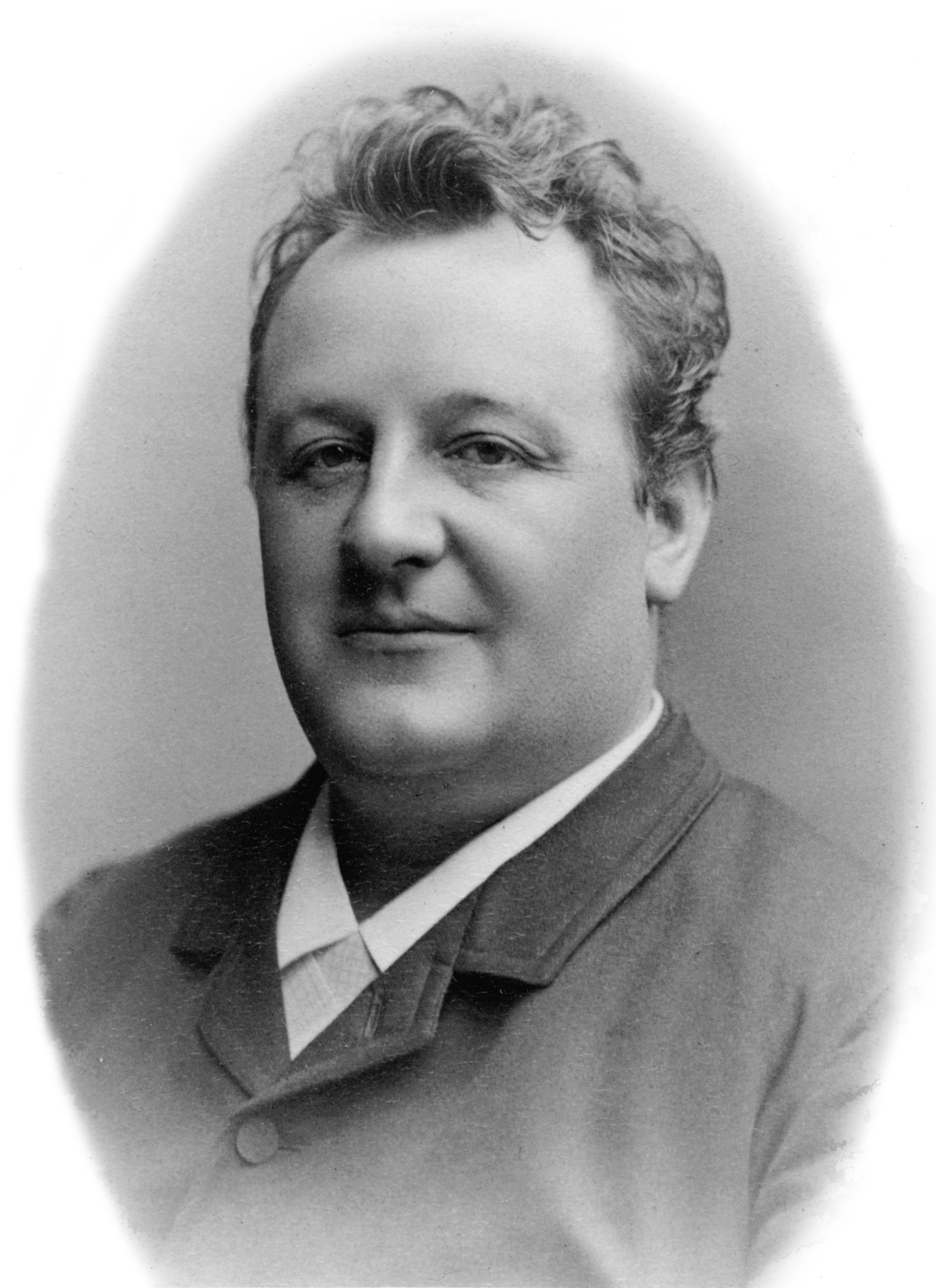
Olaf Poulsen, fotografato durante un'apparizione come ospite a Stoccolma nel 1890.

### Opere e opere teatrali al Teatro Reale di Copenaghen
Diciotto dei cilindri sono stati identificati come registrazioni di opere liriche, opere teatrali e canzoni interpretate da artisti legati al Teatro Reale di Copenaghen. Per alcuni di questi cilindri è possibile stabilire una datazione precisa grazie agli annunci di chiusura presenti nelle registrazioni stesse. Tuttavia, la grande maggioranza dei cilindri è priva di data; si presume che risalgano agli anni 1890-1895, in molti casi sulla base di articoli di giornale, annunci pubblicitari o programmi di concerto dell'epoca.
Tre dei diciotto cilindri contengono registrazioni di cantanti d’opera danesi. Tra questi, Peter Schram canta un'aria da Don Giovanni di Mozart e Niels Juel Simonsen interpreta un'aria da Faust di Gounod, in entrambi i casi tradotte in danese. La registrazione di Schram è particolarmente interessante, in quanto egli è considerato il primo cantante mozartiano di cui si conservi una testimonianza sonora. Nelle registrazioni, Schram esegue la sua aria a cappella, mentre Simonsen è accompagnato da un pianista non identificato.
Oltre a opere di fama internazionale, sono presenti anche estratti di numerosi drammi danesi, tra cui brani di Ludvig Holberg e Adam Oehlenschläger.

### Le canzoni scandinave

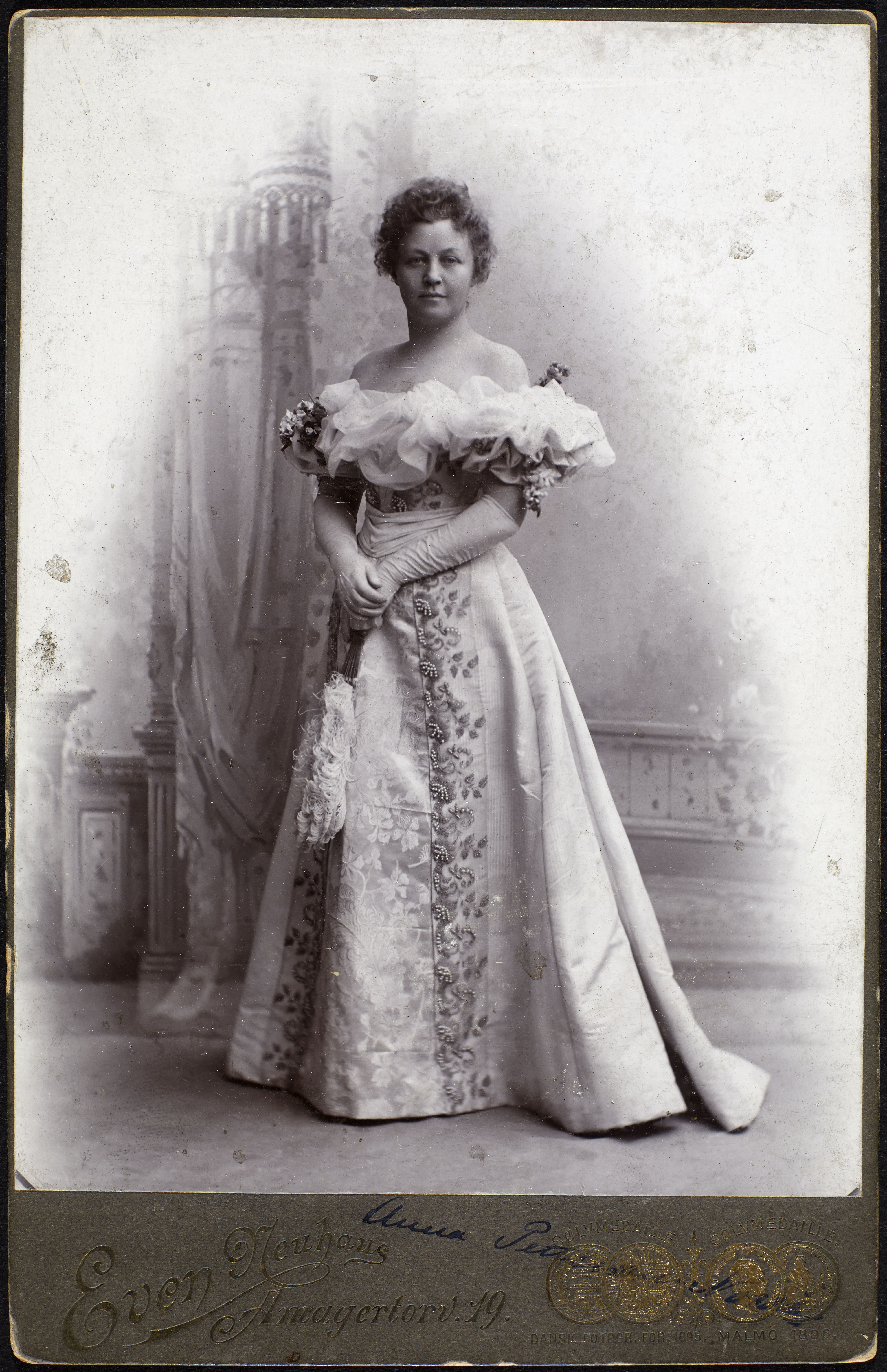
Anna Norrie, 1890.

Tra i cilindri della collezione Ruben si trovano anche registrazioni delle canzoni più popolari dell'epoca, interpretate dai più celebri cantanti da concerto del tempo. La maggior parte delle canzoni sono danesi e svedesi, ma sono presenti anche brani norvegesi, inglesi e francesi. Le canzoni sono generalmente registrate a cappella o con accompagnamento di pianoforte. Spesso, i brani sono stati modificati per adattarsi alla breve durata dei cilindri.
L'eccezionalità del poter ascoltare la propria voce registrata, e forse anche la consapevolezza dei limiti tecnici nella registrazione audio, si manifestano nell’annuncio finale della canzone norvegese "Killebukken", interpretata dalla cantante svedese Anna Norrie. Mentre di solito l’annuncio finale riporta la data e il nome dell'artista, Anna Norrie, in questo caso, esprime la sua insoddisfazione per il risultato della registrazione.

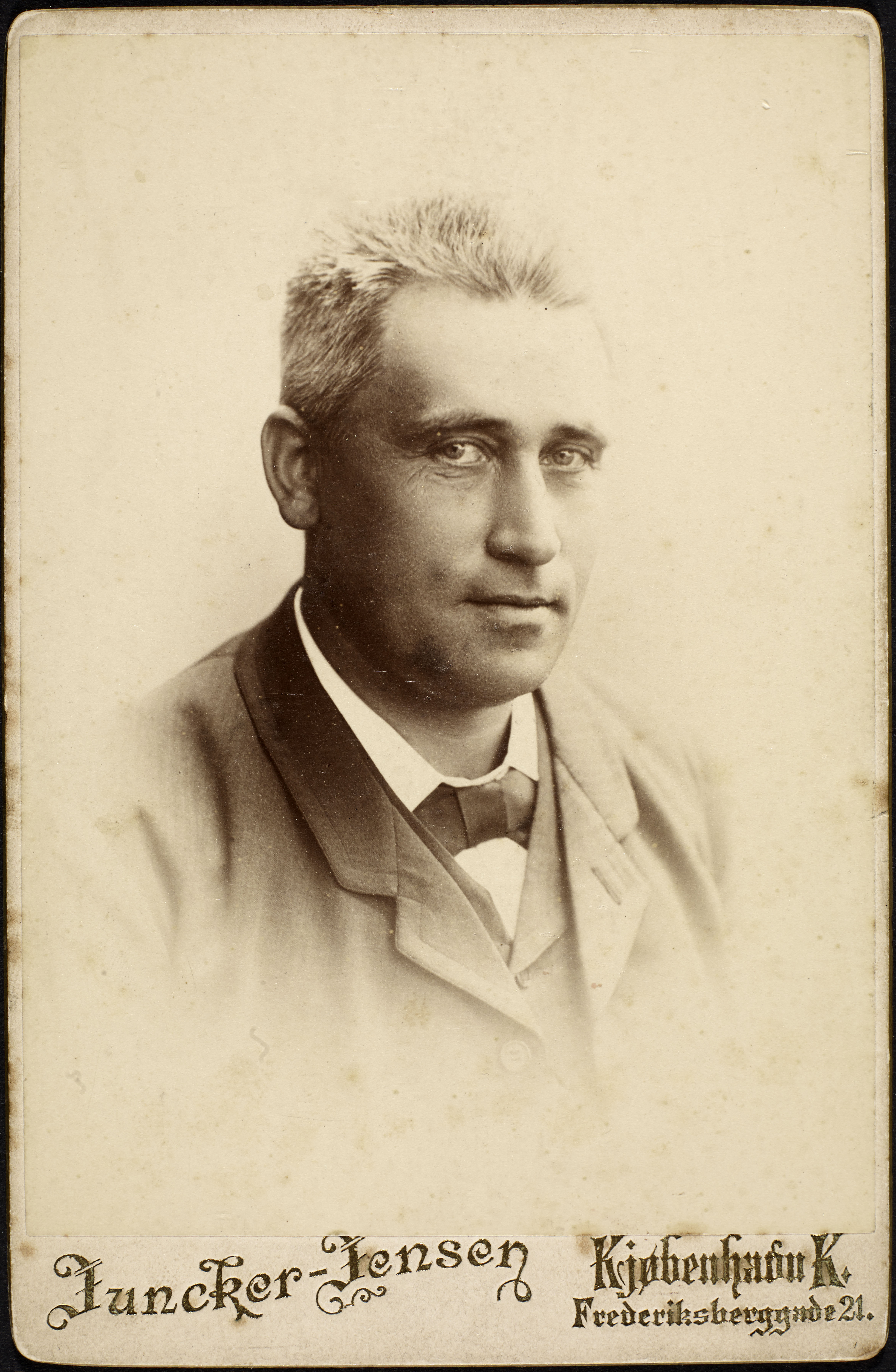
Benjamin Pedersen, 1891.

### La letteratura danese
Nella collezione Ruben è presente anche il celebre scrittore e poeta danese Hans Christian Andersen, con la fiaba "È proprio vero!" (Det er ganske vist) in versione abbreviata. Si ritiene che sia l'attore Elith Reumert, noto esponente del Teatro Reale di Copenaghen, a recitare la fiaba. Tuttavia, non vi è certezza in merito, poiché manca l'etichetta sul cilindro.
La collezione Ruben include anche un frammento del sermone funebre di Holger Drachmann. Si tratta di uno dei pochi esempi di poesia danese presenti nella collezione. Questo sermone funebre, dedicato a un pescatore annegato, fu recitato dall'attore Benjamin Pedersen, che fu attivo presso il Teatro del Popolo (1876-1889) e il Teatro di Dagmar (1889-1897). L'elevata qualità sonora della registrazione suggerisce che il cilindro sia stato inciso nel 1895.

### I fratelli Variali
Nei cilindri sono rappresentati anche due fratelli musicisti italo-danesi: i fratelli Variali, Dominico e Florindo, noti per la loro vivacità artistica. Di loro, si conservano complessivamente cinque registrazioni risalenti al 1894, in cui Dominico suona il pianoforte e Florindo si alterna tra violino e pianoforte. Queste registrazioni si distinguono per essere tra i cilindri meglio conservati dell'intera collezione Ruben. All'epoca, il pianoforte era considerato uno degli strumenti più complessi da registrare con esito soddisfacente.
Ad esempio, in una di queste registrazioni, i fratelli Variali interpretano al violino, con accompagnamento pianistico, la celebre "Canzone del Toreador" dall'opera Carmen.

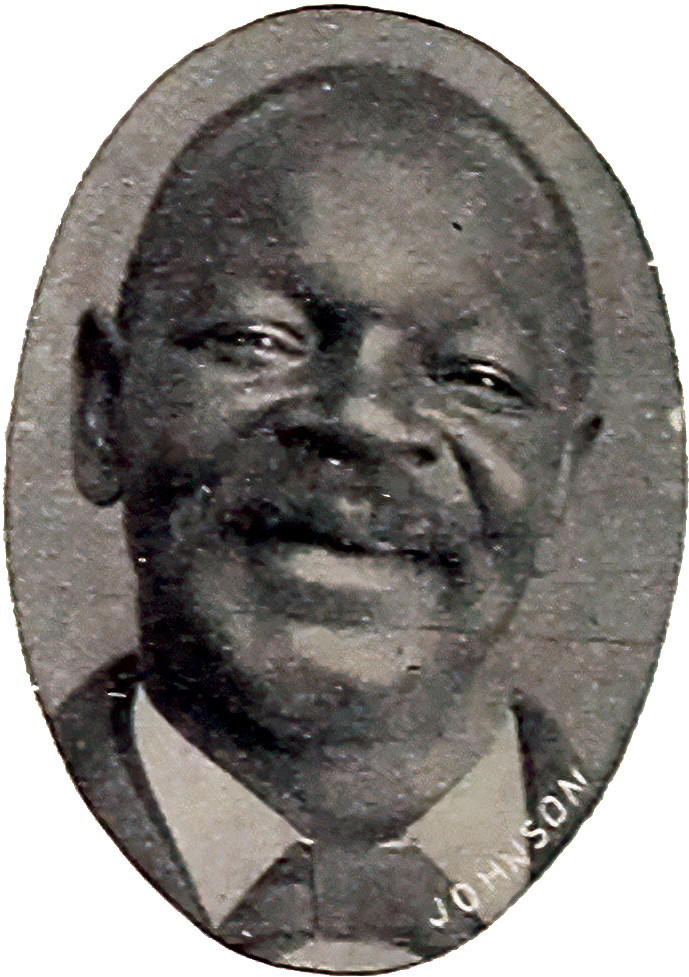
George W. Johnson, 1898.

### Ospiti dall’estero
La collezione Ruben non comprende esclusivamente registrazioni effettuate a Copenaghen, ma include anche incisioni provenienti dall’Inghilterra, dalla Francia e dagli Stati Uniti. Queste registrazioni affascinavano il pubblico dell'epoca, proponendo voci celebri e registrazioni orchestrali virtuosistiche provenienti da diverse parti del mondo, dimostrando così la capacità del fonografo di catturare e riprodurre suoni da qualsiasi luogo e in qualsiasi momento.
Nella collezione si trovano anche due brani del musicista militare inglese Arthur Henry Smith, registrati a Londra, e una registrazione proveniente dal New Jersey della celebre canzone americana "The Laughing Song", interpretata dal cantante statunitense George W. Johnson. Nonostante il testo considerato oggi politicamente scorretto, a causa della sua rappresentazione negativa e stereotipata degli afroamericani, "The Laughing Song" fu una delle registrazioni su cilindro di maggior successo commerciale a livello mondiale.

## Accesso alla collezione Ruben
Le registrazioni audio digitalizzate dei cilindri fonografici Ruben sono accessibili attraverso diversi canali. Un elenco completo dei file MP3 scaricabili è disponibile sul sito web della Biblioteca di Stato (Statsbiblioteket). I diritti d’autore sulle registrazioni sono scaduti e queste sono state pubblicate con la licenza Creative Commons CC BY, il che significa che possono essere liberamente utilizzate anche per scopi commerciali, a condizione che venga attribuita la paternità delle opere originali. Inoltre, le registrazioni sono incluse in Europeana Sounds e sono quindi ricercabili tramite il portale Europeana.